# رابرت بلان
رابرت بلان (انگلیسی: Robert Blanc; ۱۸ مهٔ ۱۹۴۴ – ۱۷ مهٔ ۱۹۹۲) بازیکن فوتبال اهل فرانسه بود که در پست مهاجم بازی می‌کرد.
از باشگاه‌هایی که در آن بازی کرده‌است می‌توان به باشگاه فوتبال المپیک لیون، باشگاه فوتبال نانسی، و باشگاه فوتبال باستیا اشاره کرد.